# House of Dracula

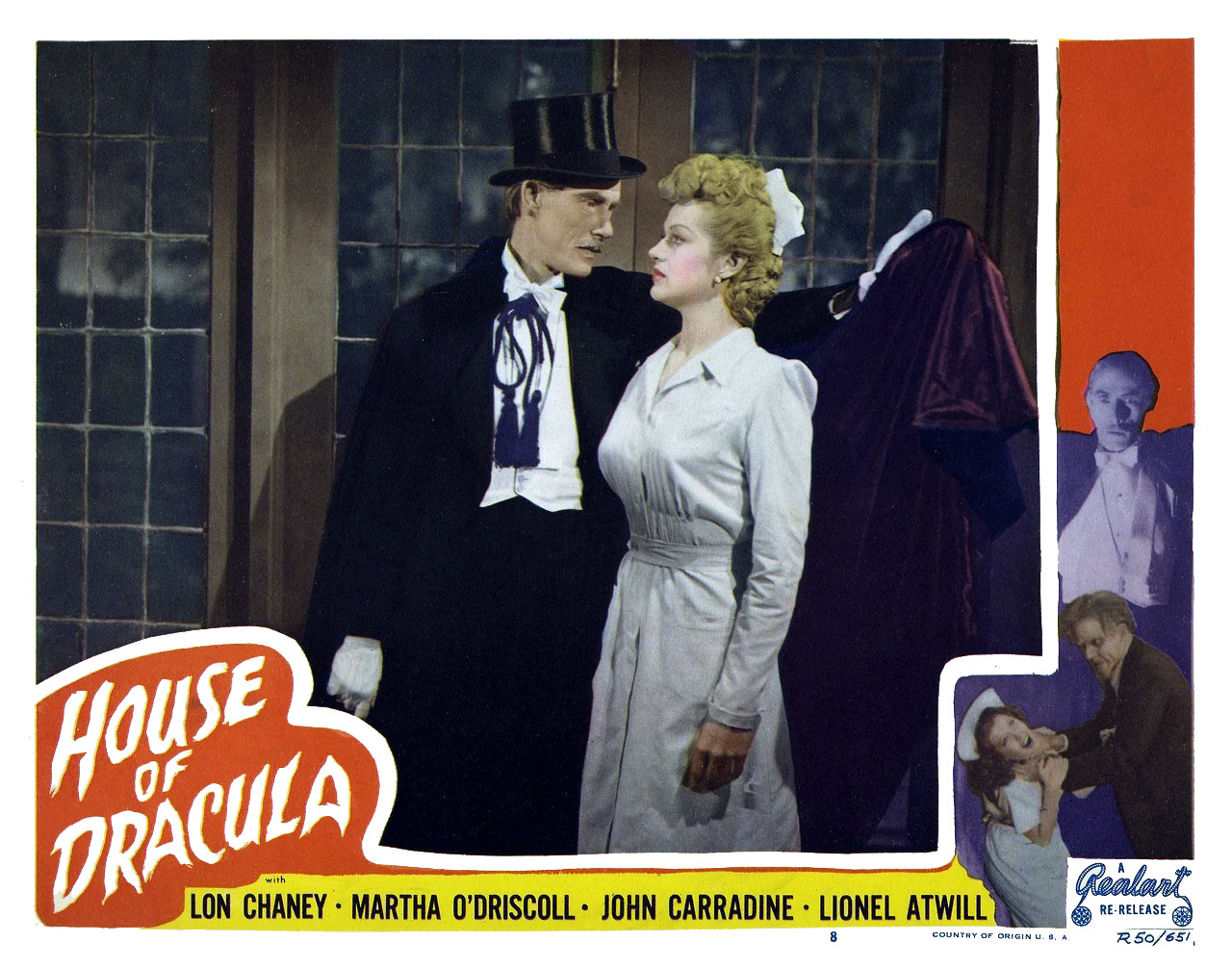

House of Dracula (Casa lui Dracula) este un film american de groază din 1945 produs și distribuit de Universal Pictures. Filmul este regizat de Erle C. Kenton și produs de Paul Malvern, după un scenariu de Edward T. Lowe Jr. bazat pe o povestire de Dwight V. Babcock și George Bricker. Este un sequel al House of Frankenstein și continuă tema combinării celor mai populari monștri din filmele Universal: monstrul lui Frankenstein (interpretat de Glenn Strange), Contele Dracula (John Carradine) și omul-lup (Lon Chaney Jr.). Este al șaptelea film Universal în care apare monstrul lui Frankenstein, al patrulea cu Dracula și cu omul-lup. A fost ultimul film Universal în care apar cei trei monștri la un loc, exceptând filmul de comedie din 1848, Abbott and Costello Meet Frankenstein (1948).

## Distribuție
- Lon Chaney Jr. - Lawrence "Larry" Talbot / The Wolf Man
- Onslow Stevens - Dr. Franz Edlemann
- John Carradine - Count Dracula
- Martha O'Driscoll - Milizia Morelle
- Jane "Poni" Adams - Nina, the hunchback
- Lionel Atwill - Police Inspector Holtz
- Ludwig Stössel - Ziegfried
- Glenn Strange -   Frankenstein Monster
- Skelton Knaggs - Steinmuhl
- Ted Billings - villager (nemenționat)

## Legături externe
- Review of film in Variety
- House of Dracula în Catalogul Institutului American de Film
- House of Dracula la Internet Movie Database
- House of Dracula la TCM Movie Database
- House of Dracula la Allmovie
- The House of Dracula at Trailers from Hell